# Аэростар (гостиница)
Гостиница «Аэростар» — 9-этажный бизнес-отель в Москве, расположенный на Ленинградском проспекте.

## История
Изначально здание у Центрального аэродрома имени М. В. Фрунзе было построено к Олимпиаде-80 для размещения гостей столицы и лётных экипажей.
В конце 1980-х на это здание обратила внимание канадская фирма «IMP Group Inc.», которая решила сделать там отель бизнес-класса. Совместно с Главным агентством воздушных сообщений и компанией «Аэрофлот-международные авиалинии» было создано СП «Аэроимп». Отель был открыт в 1991 году. В отеле не была предусмотрена оплата наличными.
В 1995 году действие договора с фирмой «IMP Group Inc.» было приостановлено СП «Аэроимп» и его российскими учредителями. Канадская сторона обратилась в арбитраж Международной торговой палаты, и в 1997 году Стокгольмский суд постановил взыскать с российских учредителей около 22 млн $.
В 2004 году из-за конфликта владельца и арендатора гостиница «Аэростар» была закрыта. В 2008 году владельцем «Аэростара» стала компания Mos City Group Павла Фукса, и гостиница была вновь открыта.

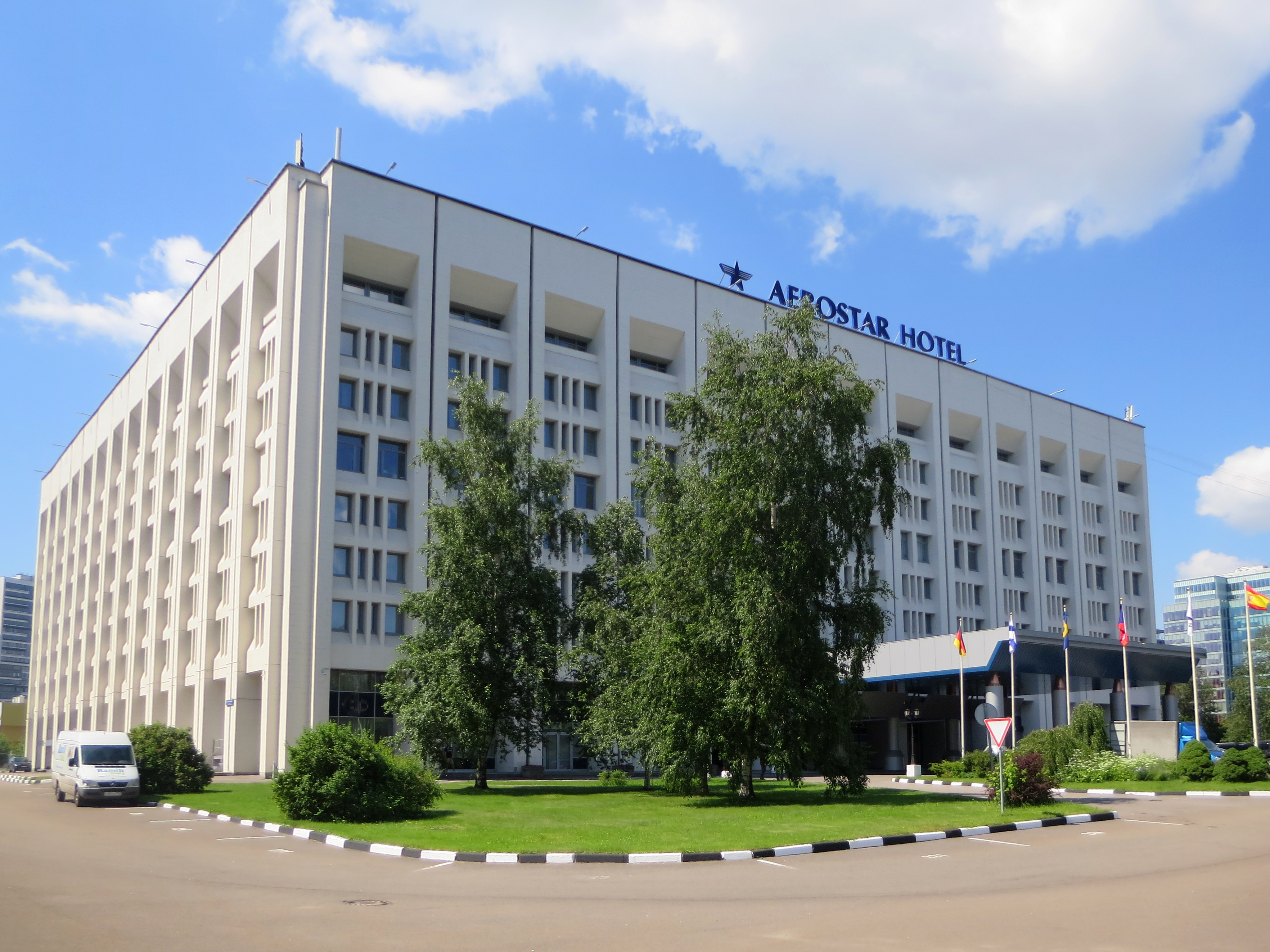
Гостиница в 2020 году
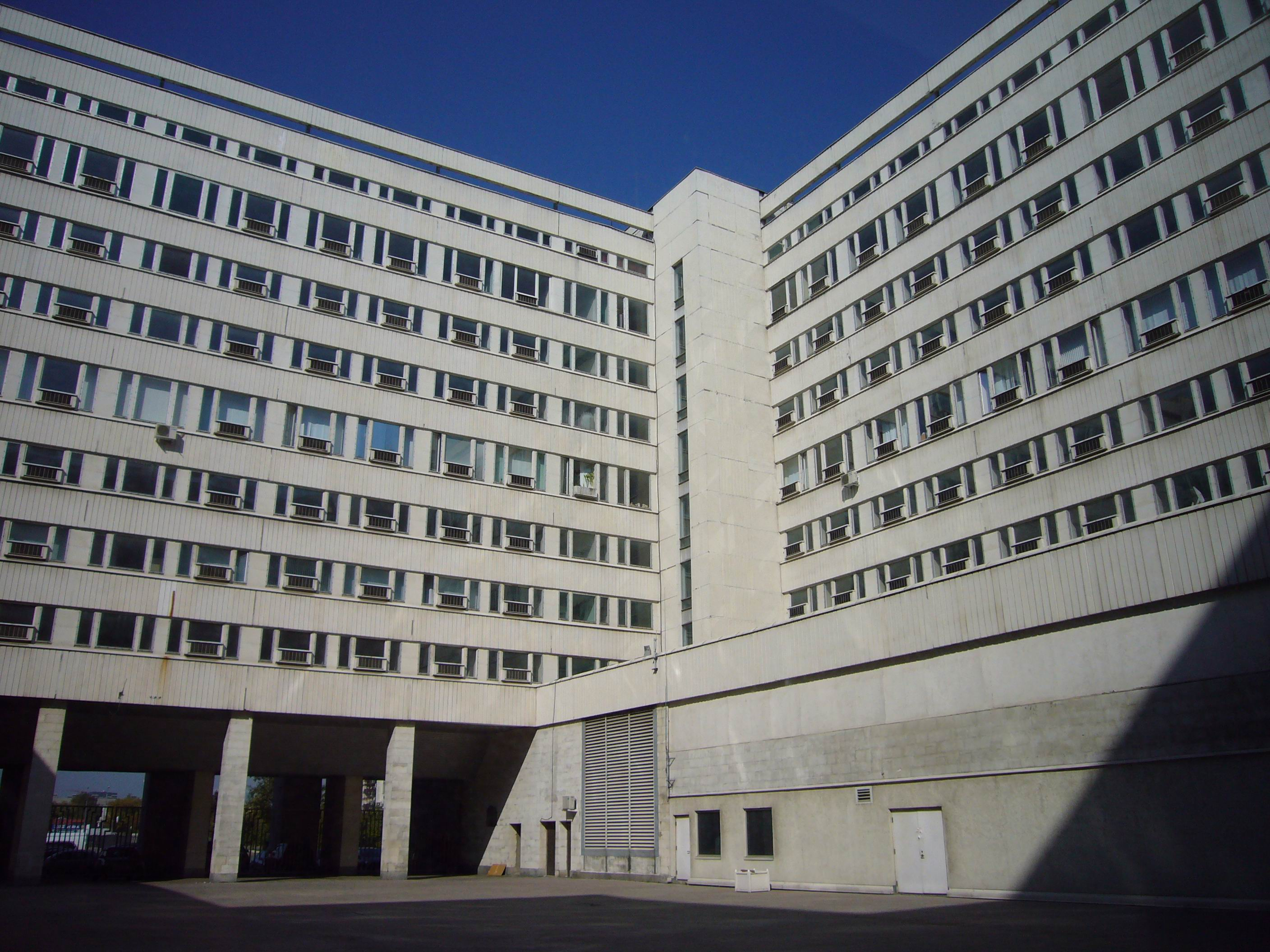
Внутренний двор «Аэростара» (2007)